# Gaspard de Fieubet
Vous lisez un « bon article » labellisé en 2022.
Pour les autres membres de la famille, voir Famille de Fieubet.
Ne pas confondre avec Gaspard III de Fieubet, son cousin issu de germain.
Gaspard de Fieubet, né le 3 décembre 1622 à Toulouse et mort le 8 novembre 1686 au château de Caumont, est un magistrat français, président du parlement de Toulouse de 1653 à 1686, issu d'une grande famille de robe et de finances. La famille de Fieubet comporte deux branches : une parisienne et une toulousaine ; Gaspard de Fieubet est un membre éminent de la branche toulousaine. 
Premier président du parlement de Toulouse, une cour de justice importante, nommé par le roi, Fieubet est un des instruments de la politique de Louis XIV dans le Sud de la France, en particulier contre les protestants, dont il restreint les droits. 
À Toulouse, il achète l'hôtel d'Ulmo dans la rue Ninau. Il cherche à contrôler la municipalité en nommant lui-même les capitouls.
Parfois réputé proche des jansénistes, il est un personnage important de la vie culturelle toulousaine et cherche à promouvoir les sciences, les arts et les institutions culturelles. Il est le dédicataire de livres de droit, de médecine, d'histoire et de poésie. Il protège l'académie des Lanternistes et l’institut des Filles de l’enfance. Il est l'instigateur de la salle des Illustres du Capitole de Toulouse. Il est un soutien d'Emmanuel Maignan et un ennemi de Pierre de Fermat.

## Biographie

### Une famille de parlementaires toulousains
Gaspard de Fieubet est le fils de Guillaume de Fieubet, président à mortier au parlement de Toulouse, premier président du parlement de Provence, et de son épouse Marguerite de Saint-Pol, fille de Jacques de Saint-Pol, maître des requêtes.
Il est le fils aîné et a un frère cadet et des sœurs :
- Bernard de Fieubet, secrétaire des commandements de la reine Anne d'Autriche et intendant des finances ;
- Isabelle, morte le 12 septembre 1671, épouse :
  1. en 1646 Jean d'Olive, seigneur du Mesnil, conseiller au Parlement de Toulouse,
  2. le 7 février 1654 Jean de Cassaigneau, seigneur de Saussans, conseiller au Parlement de Toulouse[1] ;
- Marguerite épouse en 1645 Jean de Toureil, procureur général du Parlement de Toulouse[2],[3] (1654-1669)[4].

Gaspard de Fieubet se marie deux fois : d'abord le 3 mars 1648 avec Marguerite de Gameville (morte le 30 janvier 1671), fille de Philippe de Gameville seigneur de Montpapou et d'Anne de Paulo ; puis le 5 mars 1680 avec Gabrielle-Éléonore de Nogaret de La Valette (morte le 2 décembre 1708), fille de Jean de Nogaret de La Valette, général des troupes vénitiennes, et de Gabrielle d'Aimar. Gabrielle-Éléonore de Nogaret possède le château de Caumont. Ce second mariage est sans enfant.

### Un réseau parisien
Gaspard de Fieubet est inséré dans un milieu à la fois toulousain et parisien. Il appartient à la branche restée à Toulouse de la famille de Fieubet, dont l'autre branche s'est installée à Paris. Il est ainsi le cousin germain du père de Gaspard III de Fieubet, qui sert la famille royale. 
Au XVIIe siècle, les Fieubet de Paris sont directement liés avec le milieu de la ferme des gabelles. Ces groupes familiaux sont à la fois des serviteurs de l'État et les bailleurs de fonds de la monarchie, qui a constamment besoin d'argent. À partir de la seconde moitié du XVIIe siècle, les Fieubet font également partie d'un dense réseau de familles alliées cumulant des charges au Parlement de Paris.

### Relais de l'autorité royale à Toulouse
Au parlement de Toulouse, Gaspard de Fieubet est président aux requêtes en novembre 1643, procureur général le 26 avril 1645 et premier président le 21 juin 1653. Il est nommé à cette charge par le roi. À l'époque où Fieubet en est le premier président, le Parlement de Toulouse est une cour importante, qui comporte plus d'une centaine d'officiers, dont une douzaine de présidents et une centaine de conseillers. Ce nombre est élevé parce que la monarchie crée beaucoup d'offices, lucratifs pour elle dans le cadre du système de la vénalité des offices. En conséquence, le Parlement pèse particulièrement dans la ville : les parlementaires, leurs familles et leurs domestiques représentent environ 4 000 personnes, soit plus de 13 % de la population intra-muros.

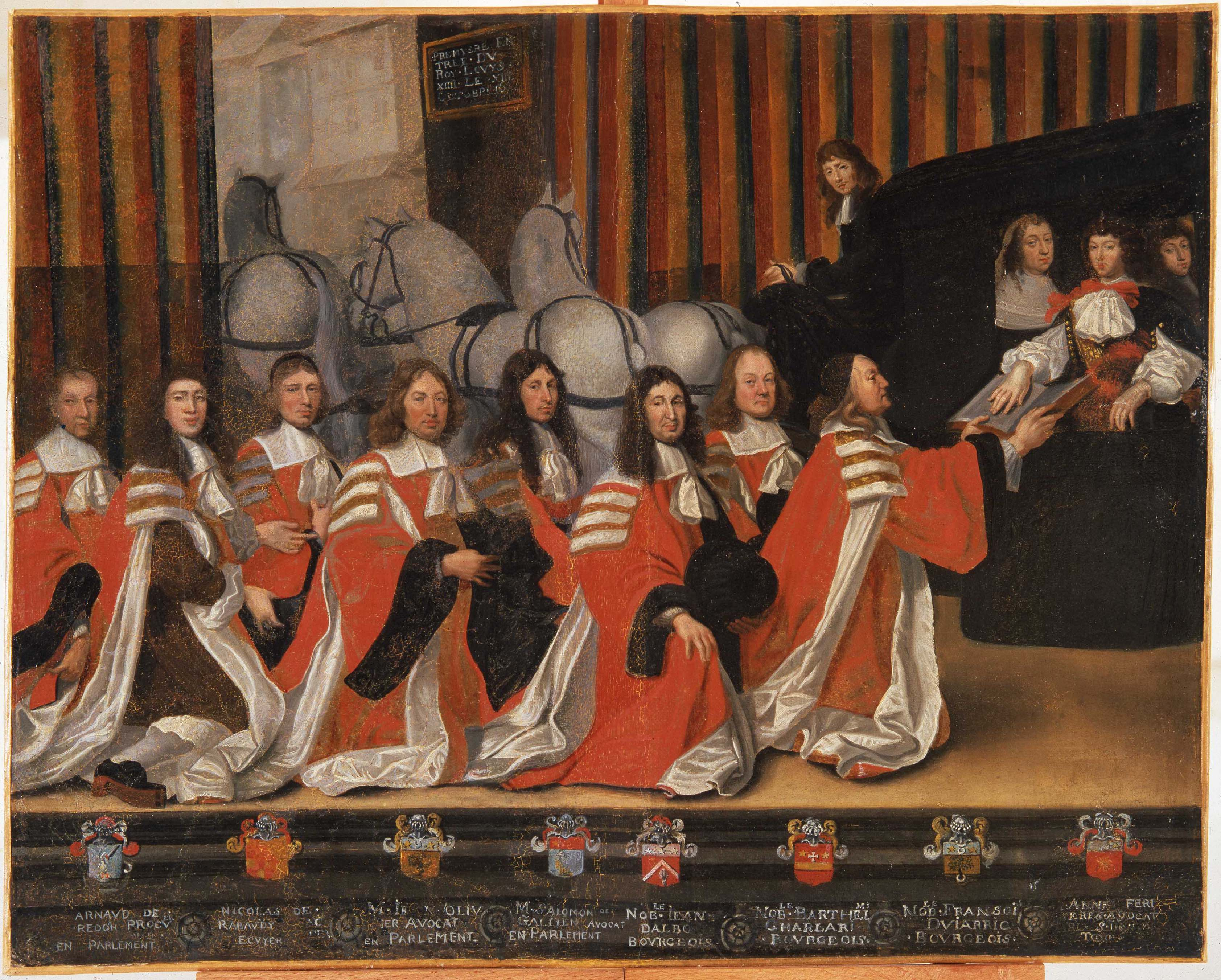
1659. Louis XIV prête serment sur les évangiles de respecter les libertés municipales de Toulouse devant les capitouls agenouillés. Peinture d'Antoine Durand (vers 1662). Archives municipales de Toulouse.

Dès l'année 1654, par deux arrêts, Gaspard de Fieubet conteste la compétence du Parlement de Paris, qui condamne à mort par contumace François-Jacques d'Amboise d'Aubijoux parce qu'il a participé à un duel, interdit, où son lieutenant a été tué. Aubijoux est totalement pardonné en 1656. Premier président du Parlement de Toulouse pendant plus de trente ans, Fieubet fait respecter l'autorité royale dans le Languedoc et, si nécessaire, tempère les velléités d'indépendance de son parlement. Du point de vue du roi, c'est un homme sûr.
Bien avant l'entrée en charge de Fieubet, les parlementaires cherchent à contrôler les capitouls. Fieubet poursuit ce mouvement, introduisant ses agents dans la municipalité de Toulouse, comme Germain de Lafaille qu'il fait nommer syndic. En 1659, Fieubet fait approuver par le roi la nomination d'un certain nombre de ses amis comme capitouls. En 1661, c'est Fieubet qui les nomme directement. La ville perd donc une partie de son autonomie. On voit le président Fieubet veiller à faire nommer aux différents postes des « personnes zélées pour le service du roy », comme il le dit lui-même. En 1659, il a l'occasion de recevoir Louis XIV en personne, au nom du Parlement, lors de la visite royale à Toulouse. Le roi manifeste des regrets quand il apprend sa mort.

### Intolérance religieuse
Pendant que Fieubet est premier président du Parlement de Toulouse, son beau-frère, Jean de Tourreil, en est le procureur général. Ils sont à eux deux les hommes du roi, qui appliquent sa politique, en particulier sa politique anti-protestante, avant même la révocation de l'édit de Nantes. Ainsi, pendant l'hiver 1666-1667, Fieubet préside les Grands jours de Nîmes, pendant lesquels sont décidées nombre de mesures contre les protestants. Il s'agit par exemple de rendre muettes les communautés réformées, en leur interdisant l'usage des cloches, pourtant prévu par l'édit de Nantes. Fieubet justifie ces interdictions en invoquant des abus commis par les protestants et un droit exclusif des catholiques de sonner les cloches lors des processions. Le but est évidemment de réduire la visibilité publique des protestants.
En 1679, en application d'un édit royal, la chambre de l'Édit de Castres (chambre judiciaire mi-partie composée de catholiques et de protestants) est supprimée et ses magistrats sont intégrés au parlement de Toulouse. Parmi eux, les réformés doivent ensuite, en application de la révocation de l'édit de Nantes en 1685, abandonner leurs charges ou abjurer. Dès 1660, le Parlement de Toulouse, par un mémoire envoyé au roi et signé par Gaspard de Fieubet en tant que premier président, avait demandé la réunion de cette chambre au parlement de Toulouse. 
En 1685, deux arrêts du parlement de Toulouse condamnent un groupe de marchands portugais, accusés de judaïser, à être brûlés vifs en place publique. Ils ne sont en fait brûlés qu'en effigie, le but du procès étant, pour le Trésor royal, de confisquer leurs biens.

### Un homme riche

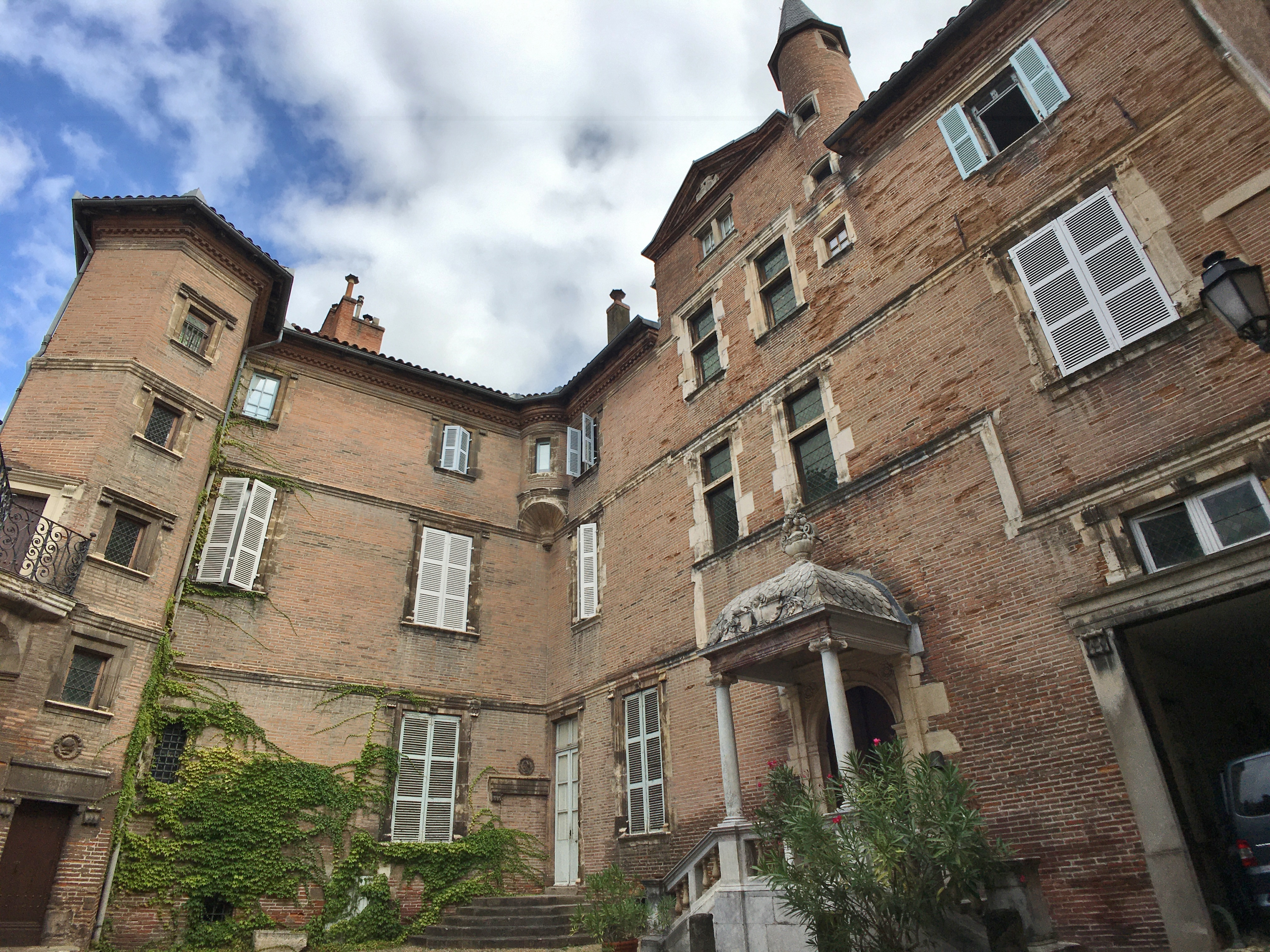
Hôtel d'Ulmo, résidence de Gaspard de Fieubet, rue Ninau à Toulouse.

Le premier président du parlement de Toulouse touche annuellement un peu plus de 800 livres de traitement (pas toujours régulièrement payé), 3 000 livres de pension royale et des épices, dont le montant ne dépasse pas 2 500 livres. Ces revenus sont importants, mais ne permettent pas de couvrir les dépenses nécessaires pour tenir son rang. De fait, si les parlementaires toulousains sont riches, c'est par nécessité d'acheter leur charge et de tenir leur rang et non parce que leur charge est lucrative. Les présidents du Parlement sont en moyenne deux fois plus riches que les conseillers, parce que leur office vaut beaucoup plus.
Vers 1653, Gaspard de Fieubet achète l'hôtel d'Ulmo, construit un siècle auparavant dans la rue Ninau, où habitent les grandes familles parlementaires de Toulouse. À sa mort, cet hôtel particulier passera à sa fille Catherine de Fieubet et au mari de celle-ci, Pierre-Paul de Lombrail.

### Droit, sciences et lettres
Les arrêtistes toulousains dédient logiquement leurs recueils à Gaspard de Fieubet, premier président du Parlement : Abrégé du Recueil des arrests notables de la Cour de Parlement de Tolose de Géraud de Maynard (1666), Clarissimi viri Guilielmi Marani antecessoris Tolosani civilium operum de Bernard Médon (1677), Questions notables du droit, décidées par divers arrests de la Cour de parlement de Toulouse de Simon d'Olive du Mesnil (1682). Fieubet est également le dédicataire d'autres travaux juridiques comme Eclaircissement nouveau, sur le prét et les interéts de Bernard du Puy (1687).

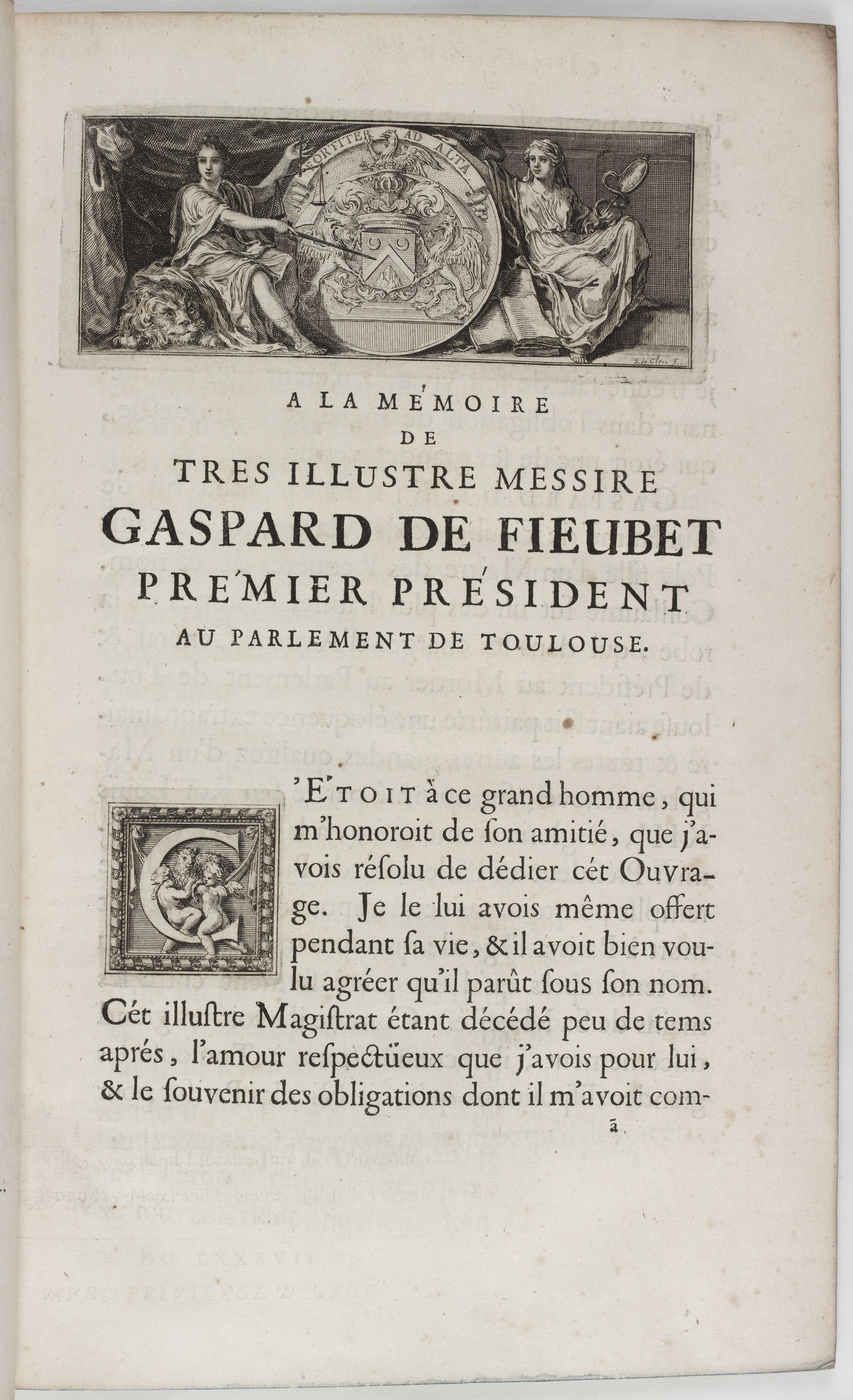
Page de dédicace des Annales de la ville de Toulouse de Germain de Lafaille (1687), BNF.

À partir de la fin du XVIe siècle, les parlementaires toulousains prennent le dessus sur la municipalité (les capitouls) pour le contrôle de la vie culturelle toulousaine. Le premier président du parlement Gaspard de Fieubet s'inscrit dans ce modèle et, à l'instar de son cousin parisien Gaspard III de Fieubet qui s'entoure d'hommes de lettres, il organise des débats religieux et scientifiques souvent animés par le théologien et physicien Emmanuel Maignan, dont il est le protecteur. C'est Maignan qui initie Fieubet à l'astronomie et à l'usage du microscope.
Des livres traitant d'autres domaines que le droit sont dédiés à Fieubet : réflexions philosophiques comme le Cursus philosophicus, in quo totius scholae quaestiones, du prêtre de la doctrine chrétienne Jean Vincent (1658), mais aussi traités de médecine comme le Tractatus de vulneribus capitis de Louis de Queyrats (1657) ou la Doctrine nouvelle de la poudre vitriolique de sympathie de Mathias Hyar (1677).
Fieubet soutient l'historiographe toulousain Germain de Lafaille, qui dédie à sa mémoire ses Annales de la ville de Toulouse, parues juste après la mort de Fieubet en 1687, et en consacre les quinze premières pages à l'éloge de la famille Fieubet.
Fieubet est aussi l'instigateur de la salle des Illustres du Capitole de Toulouse. Comme il a de graves différends avec le mathématicien Pierre de Fermat, la représentation de ce dernier est longtemps absente de cette galerie. Cette inimitié entre Fermat et Fieubet est par ailleurs attestée par l'intendant de la province, Claude Bazin de Bezons. Elle repose sur une appréciation différente d'une affaire judiciaire. En janvier 1658, un prêtre nommé Jean Montralon, de sensibilité janséniste, est condamné et pendu à l'instigation de Fieubet. Cette décision met en colère Fermat, qui, en tant que conseiller au Parlement de Toulouse, est rapporteur et juge interrogateur dans cette affaire. Son enquête l'a convaincu de l'innocence de Montralon.

### Promoteur d'institutions culturelles
En 1680, Fieubet fait mettre à disposition par la ville un appartement, situé dans une maison près de la place du Pont-Neuf, pour que l'académie toulousaine naissante, appelée l'académie des Lanternistes, puisse y tenir des réunions, animées par l'abbé Maury,. Ainsi, l'académie des Lanternistes, disparue depuis quelques années, est rétablie sous son patronage. Elle subsiste néanmoins difficilement parce que les savants sont attirés par la capitale. Gaspard de Fieubet est aussi le dédicataire d'ouvrages de poésie, comme Le Triomphe de l'églantine aux Jeux Fleureaux, publié par Jacques-Charles de Ranchin de Montredon (1683) après avoir remporté ce prix de l'Églantine au concours des Jeux Floraux.
L'hôtel particulier des Fieubet de la rue Ninau est parfois qualifié de foyer de jansénisme. Par un arrêt du Parlement de Toulouse qu'il signe lui-même en 1663, Gaspard de Fieubet protège l’institut des Filles de l’Enfance, fondé en 1662 à Toulouse par Madame de Mondonville et l’abbé de Ciron, qui sont liés au milieu parlementaire toulousain. Les jeunes filles qui entrent dans cette congrégation sont issues de familles parlementaires. Réputé proche des jansénistes, cet institut est démantelé par ordre de Louis XIV en 1686, et le neveu de Gaspard de Fieubet, l'abbé Jean de Tourreil, échoue à défendre sa cause à Rome.
Comme Fieubet est atteint de la goutte, il obtient en 1657 de l'archevêque de Toulouse Pierre de Marca que ce dernier lui cède son propre coussin pour s'agenouiller dans le chœur de la cathédrale, position qui le fait souffrir. Cet usage sera contesté quarante ans plus tard en conseil d'État. Cette maladie le poursuit une grande partie de sa vie puisque plus de vingt ans après, en mars 1681, il se plaint dans une lettre de « la goutte qui m'accable depuis un mois ». 
Après avoir rédigé son testament le 13 février 1686, il meurt le 8 novembre 1686 au château de Caumont.

## Descendance
Gaspard de Fieubet et Marguerite de Gameville ont sept enfants, six filles et un garçon :
- Marie-Marguerite de Fieubet, épouse de Jean-Guy de Maniban, président à mortier au parlement de Toulouse. Leur fils est Joseph-Gaspard de Maniban, premier président du parlement de Toulouse ;
- Gabrielle de Fieubet, épouse de M. de Mauriac, conseiller au parlement de Toulouse ;
- Marguerite de Fieubet, épouse de François, marquis d'Ossun ;
- Jeanne de Fieubet, épouse le 7 août 1678 Octavin de Cassaigneau de Saint-Félix (1650-1740) ;
- Catherine de Fieubet, épouse le 14 septembre 1690 Pierre-Paul de Lombrail, seigneur de Rochemontès et de Dauz, conseiller au Parlement de Toulouse ;
- Paule-Thérèse de Fieubet, née le 23 mai 1669, religieuse à la Visitation ;
- Gaspard de Fieubet, conseiller au Parlement de Toulouse, doyen des requêtes en 1709, mort en 1711 sans postérité. Avec lui se termine cette branche de la famille Fieubet[1]. Il est membre de l'Académie des Jeux Floraux[40].

## Héraldique
| Blason | Blasonnement : D'azur au chevron d'or accompagné en chef de deux croissants d'argent et en pointe d'une montagne isolée de même. |

À l'époque moderne, les armoiries de ce type sont nombreuses. Le chevron d'or sur champ d'azur est la pièce honorable la plus utilisée, parce qu'il représente l'idée d'élévation. Il est souvent accompagné d'un meuble en pointe.